# Tkaná pletenina
Tkaná pletenina
je tvarově stabilní výrobek s minimální roztažností v příčném směru. Tyto vlastnosti se dosahují zvláštní jednolícní nebo oboulícní vazbou, často doplněnou podloženou kličkou nebo vloženým útkem.
Tkané pleteniny se používají zejména na svrchní oděvy a na obuvní svršky

## Způsob výroby
Tkaná pletenina se dá vyrábět jak na okrouhlých tak i na plochých pletacích strojích, známé jsou také ručně zhotovené tkané pleteniny.

### Tkané pleteniny z okrouhlých pletacích strojů

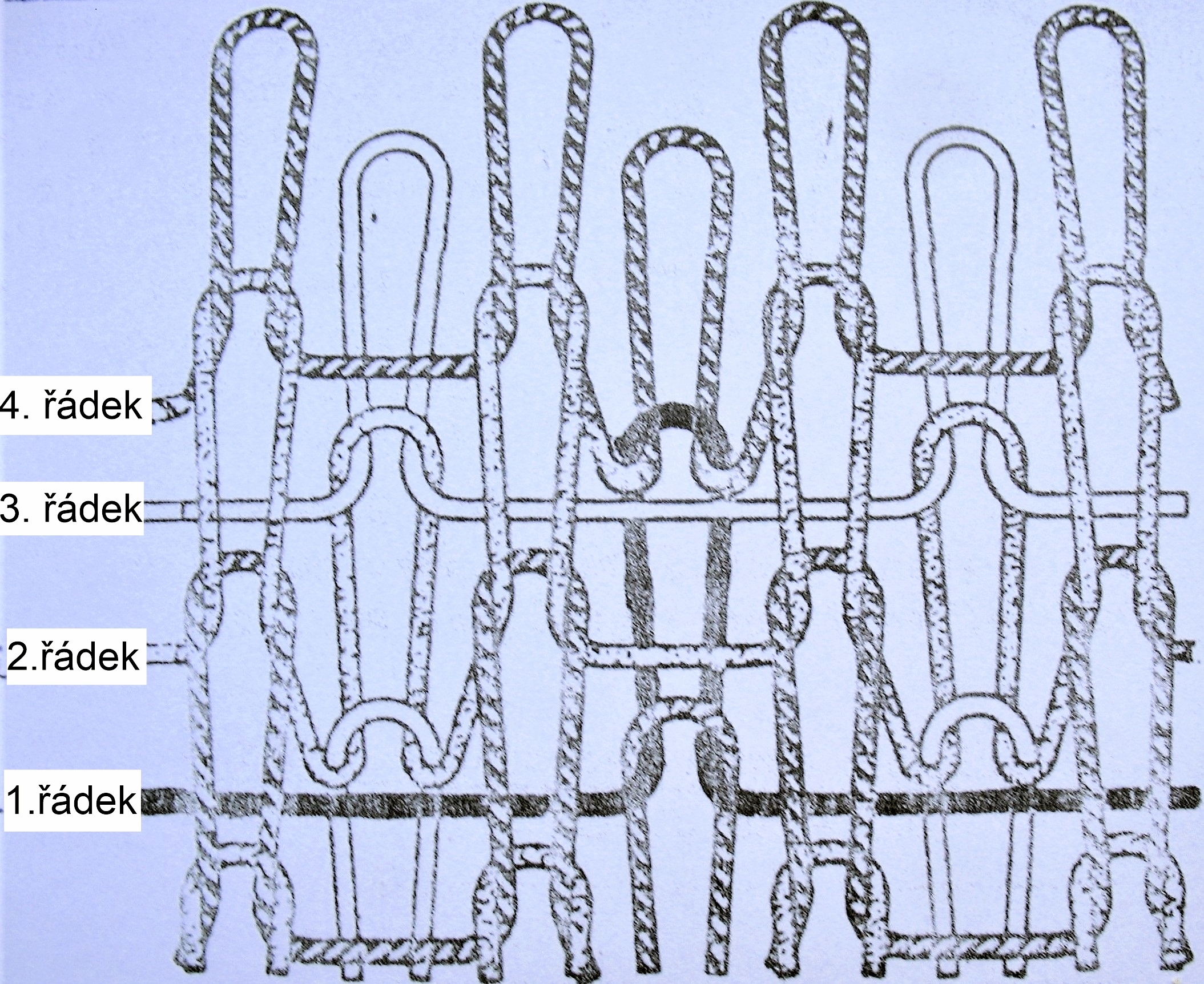
Schéma vazby švýcarské tkané pleteniny

- Např. vazba švýcarské tkané pleteniny (Schweizer Webstrick) se dá zhotovit na oboulícních okrouhlých strojích vzájemným propletením čtyř řádků pleteniny:

Na jehelním lůžku je každá 2., 6., 10. ... dlouhá trubičková jehla a každá 4., 8., 12.... krátká trubičková jehla. Jejich činnost je řízena vzorovacím ústrojím.
Pro vazbu tkané pleteniny jsou v činnosti:
na 1.řádku jen krátké jehly
na 2. řádku dlouhé trubičkové spolu se všemi jehlami válcového lůžka
na 3. řádku jen dlouhé trubičkové jehly
na 4. řádku krátké trubičkové spolu se všemi jehlami válcového lůžka
Při pletení 2. a 4. řádku se vlivem přímého spojení nití stahují očka z jehel válcového lůžka k sobě, takže mezi sloupky vznikají malé otvory. Protože tyto otvory jsou přesazené, tvoří se na pletenině vaflovitá struktura.
- Výrobky z pletenin napodobujících tkanou džínovinu mají oproti originálnímu denimu určité výhody, např. jsou prodyšnější, pružnější, pohodlnější na nošení. Podle některých znalců textilního trhu by pletený denim mohl snadno konkurovat tkané džínovině. Ve 2. dekádě 21. století se proto začaly intenzivně vyvíjet zejména zátažné pleteniny z velkoprůměrových okrouhlých strojů.[5]

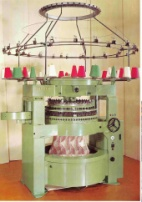
Okrouhlý pletací stroj Wevenit

Např. v roce 2013 byla v Bangladéši pokusně vyrobena chytová pletenina a pletenina s podkládanými kličkami, obě jako dvojité výrobky (ze spletené základní a lícní vrstvy).
Základní vrstva obou výrobků je řidší, s proměnlivou roztažností a s kličkami rozdílné délky. Líc pleteniny je kompaktní, s nízkou roztažností. Základ sestává z barevných a režněbílých nití 25 tex, lícní část pleteniny jen z barevných nití.
Vzorování pleteniny je řízeno vačkami a platinami v opakovaném cyklu působení 4 jehel:
| jehly      | 1.jehla | 3.jehla | 2.jehla    | 4.jehla    |
| barva niti | pestrá  | pestrá  | režně bílá | režně bílá |
| délka očka | 30 mm   | 30 mm   | 1,35 mm    | 1,35 mm    |
| napětí     | 3/4 cN  | 3/4 cN  | 2 cN       | 2 cN       |
Chytová pletenina má hmotnost 284 g/m2, pletenina s podkládanými kličkami 263 g/m2, v ostatních fyzikálních vlastnostech (sráživost, stálobarevnost aj) se obě od sebe liší jen nepatrně.

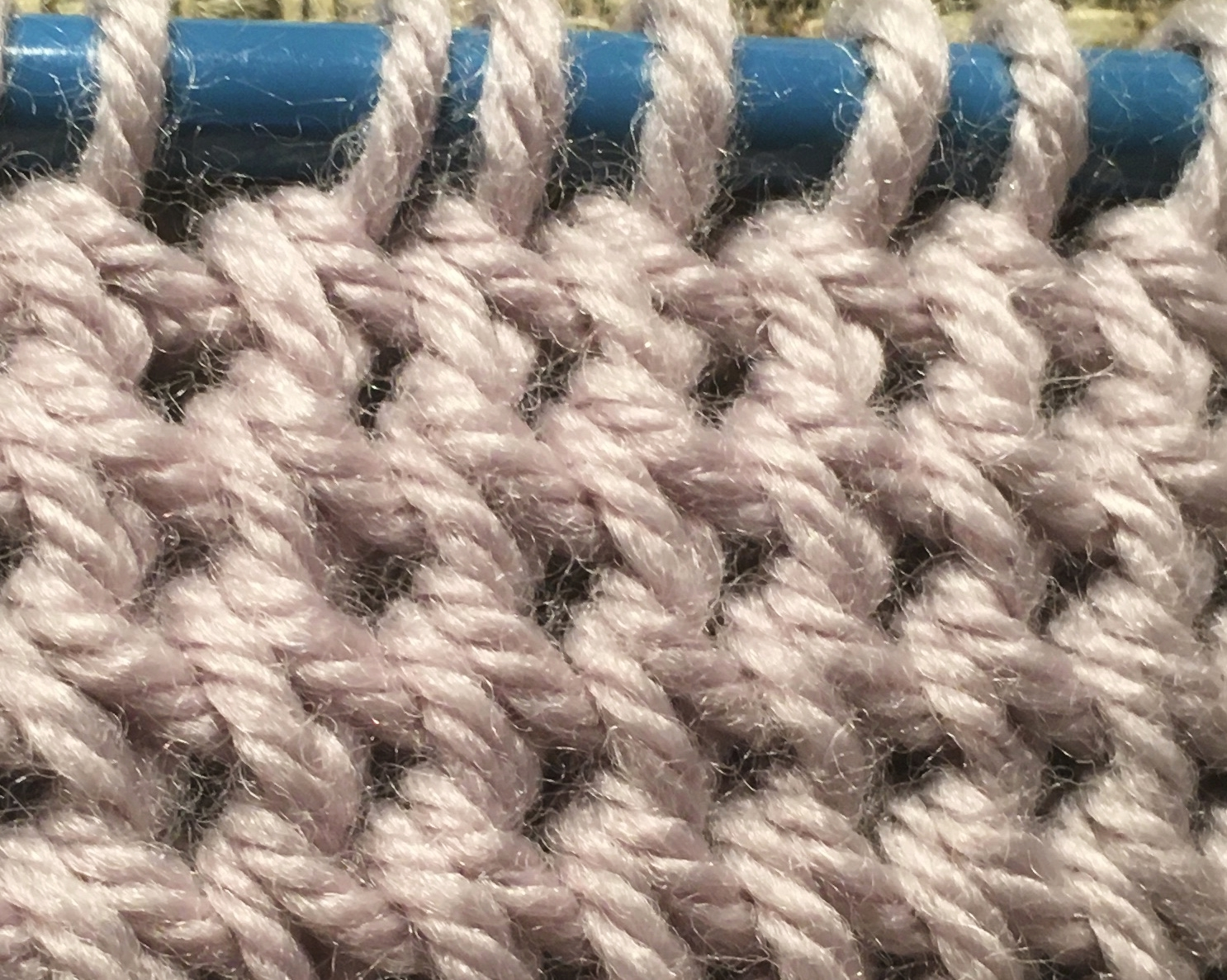
Vzorek ručně „tkané“ pleteniny (2,6 x zvětšeno)

- V 60. a 70. letech 20. století se vyráběly okrouhlé pletací stroje značky Wevenit s mechanickým vzorovacím ústrojím speciálně pro tkané pleteniny. Stroj pracoval (při 24 systémech) s výkonem cca 7,5 m / hod. Z pozdější doby (asi od roku 1973) nejsou podobné stroje známé.[7][8]

Wevenit® je chráněná značka tkaných pletenin vyrobených (výlučně) na tomto stroji
V textilním obchodě se i ve 2. dekádě 21. století nabízejí pleteniny s označením Wevenit

### Tkané pleteniny z plochých pletacích strojů
Plochý pletací stroj na tkané pleteniny se speciálním ústrojím na podávání útku se vyrábí od roku 2012 (prac. šířka 127 cm, max. výkon 72 m/hod.)

### Tkané pleteniny z osnovních strojů
Od roku 1961 jsou známé stroje Waltex vhodné zejména pro výrobky z hrubých a efektních přízí. S pracovní šířkou 200 cm dosahují výkonu do 14 m²/hod.

### Ručně zhotovené tkané pleteniny
Zvláštní technikou ručního pletení se dají zhotovit výrobky podobné tkaninám. Návody na různé varianty této techniky pletení se občas nabízejí online.